# Michel Théato
Michel Théato (Michel Johann Théato; * 22. März 1878 in Luxemburg; † 2. April 1923 in Paris) war ein luxemburgischer Langstreckenläufer. Bei den Olympischen Spielen 1900 in Paris wurde er Olympiasieger im Marathonlauf.

## Biografie
Eine Reihe von Gerüchten und Anekdoten ranken sich um Michel Théato, die sich hartnäckig bis in die Gegenwart halten und sogar dazu führten, dass in den Siegerlisten des Internationalen Olympischen Komitees (IOC) Théato bis heute fälschlicherweise als Franzose geführt wird.
Das Auffinden seiner Geburtsurkunde belegt zweifelsfrei, dass Michel Théato als Sohn von Johann Théato und Marie-Anne Wirz in Luxemburg geboren wurde. Der Ursprung der Familie Théato lag in der Pfalz. 1722 wanderte sie nach Luxemburg aus. Michels Vater zog mit seiner Familie 1883 nach Brüssel, wo der junge Théato den Beruf eines Möbeltischlers erlernte. Bald darauf ging er nach Paris. Zur Annahme der französischen Staatsbürgerschaft war er aber definitiv zu jung, so dass er bei seinem Olympiasieg 1900 keinesfalls die französische Staatsbürgerschaft besessen haben konnte.
Théato war Mitglied beim Club amical et sportif de Saint-Mandé und ging als vollkommen unbekannter Läufer beim olympischen Marathonlauf 1900 in Paris an den Start, obwohl er ein Jahr zuvor bei einem Lauf über 15 km, dem Prix Gondrand, den vierten Platz belegte. Für einen Sieg favorisierte man die Franzosen Georges Touquet-Daunis und Émile Champion. Zuschauer und Experten fragten sich, wer der junge Läufer war, der nur wenige Kilometer vor dem Ziel noch immer an der Seite des Favoriten Champion lief und sich dann von diesem absetzte, um beim ersten Marathon seines Lebens als Sieger ins Ziel einzulaufen. Die Strecke mit einer Länge von exakt 40,26 km absolvierte Théato in 2:59:45 h.
Nach dem Sieg rühmte sich sein Verein und ganz Frankreich seiner Person, so war es nicht weiter verwunderlich, dass man seine Herkunft nicht weiter verfolgte.

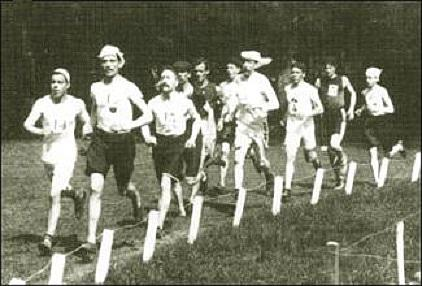
Kurz nach dem Start zum olympischen Marathonlauf. Théato ist in diesem Bild noch Vorletzter

Der Lauf zog zahlreiche Proteste nach sich. Der Schwede Ernst Fast beklagte sich darüber, dass er angeblich von einem Polizisten absichtlich fehlgeleitet wurde und erst von erstaunten Passanten wieder auf den richtigen Weg geschickt wurde, dadurch jedoch einen uneinholbaren Rückstand hinnehmen musste. Der Fünfte, der US-Amerikaner Arthur Newton, behauptete jahrelang, dass die französischen Läufer aufgrund ihrer Streckenkenntnis abgekürzt hätten, denn schließlich habe er zur Hälfte des Rennens die Führung übernommen und wäre danach von niemanden mehr überholt worden. Dick Grant, Landsmann von Newton und Sechster des Laufs, verklagte sogar die Veranstalter und führte einen jahrelangen ergebnislosen Prozess.
So haftet dem olympischen Marathon von Paris bis heute ein Makel an. Dieser wird vom IOC noch dadurch verstärkt, dass die Erkenntnis über die wahre Nationalität des Siegers, Michel Théato, in ihren veröffentlichten Siegerlisten und im Medaillenspiegel bislang nicht berücksichtigt wurde.
Ebenso wenig lässt sich ein Gerücht aus der Welt schaffen, wonach Théato ein Bäckerjunge war, der sich seine Kondition beim Austragen der Brötchen geholt habe und die Hitze während des Marathons deshalb gut verkraftete, weil er diese aus der Backstube gewöhnt war. Sein Sieg war überraschend und für viele Beobachter unerklärlich, verständlicherweise bediente man sich dieser einfachen Begründung.
Die Platzierungen bei Olympischen Spielen für Michel Théato:
- II. Olympische Spiele 1900, Paris
  - Marathon - Gold[1] mit 2:59:45 h (Silber an Émile Champion aus Frankreich mit 3:04:17 h; Bronze an Ernst Fast aus Schweden mit 3:37:14 h)

Mehrere Jahrzehnte hatte man keine Vorstellung, wer dieser Läufer namens Théato war. Die wenigen existierenden Fotos aus jener Zeit waren schwierig zu interpretieren. Eines dieser Fotos zeigt einen Läufer in einem quergestreiften Trikot mit der Nummer 63, wie er von einem Streckenposten mit einer Wasserspritze besprüht wird. Es war lange Zeit das einzige bekannte Foto vom olympischen Marathonlauf, und deshalb ging man davon aus, dass es den Sieger darstellt. Tatsächlich entstand das Foto jedoch beim elf Tage zuvor ausgetragenen Rennen der Profis von Paris nach Conflans. Es handelt sich hier also nicht um Théato.
Der renommierte französische Leichtathletikverein Racing Club de France wurde Théatos neues sportliches Zuhause. Am 13. Oktober 1901 absolvierte er in Lyon seinen zweiten Marathon und belegte dort mit 2:42:43,4 h den dritten Platz. Danach versuchte er sich als Profi. 1902 nahm er am 41,2 km langen Lauf Achères-Paris teil, wo er mit 3:18:30 h jedoch nur Neunter werden konnte. Kurze Zeit später zwangen ihn Knieprobleme dazu, seine Karriere als Läufer zu beenden. Noch war der Olympiasieg in bester Erinnerung, so dass ihn sein Verein als Gärtner im Bois de Boulogne beschäftigte. 1912 erhielt er rückwirkend für seinen Olympiasieg eine goldene Medaille ausgehändigt. Die Zeit des Ersten Weltkriegs verbrachte er als Kunstschreiner. Zunehmend machten sich bei ihm Alkoholprobleme bemerkbar.
Seine letzten Lebensjahre fristete er in einem Heim, wobei ungeklärt ist, ob es sich um eine Irrenanstalt gehandelt hat, wie in manchen Veröffentlichungen nachzulesen ist, und wo sich dieses Heim befand. Auch das Jahr seines Todes ist nicht mit Sicherheit überliefert. So ist nicht auszuschließen, dass Théato erst im Jahr 1923 gestorben ist.